# Papás por encargo
Papás por Encargo (em português br: Pais por Acidente) é uma série de televisão mexicana infantojuvenil de comédia dramática, produzida pela BTF Media para a Walt Disney Company. Na América Latina, a primeira temporada da série foi lançada no Disney+ em julho de 2022.
A série contém cenas rodadas em diferentes locais de cidades mexicanas como Zacatecas, Mazatlán, Pátzcuaro, La Paz e Durango. Em agosto de 2022, a série foi renovada para uma segunda temporada, sendo lançada em novembro de 2023.

## Enredo
1ª Temporada
Em seu décimo terceiro aniversário, a Califórnia (Farah Justiniani) recebe um presente inesperado: a chave de uma van. Ela recebe isso de sua mãe Itzel (Fátima Molina), que desapareceu misteriosamente há muitos anos e agora quer ver a Califórnia novamente em Zacatecas. Os três pais adotivos da Califórnia, Miguel (Jorge Blanco), Morgan (Michael Ronda) e Diego (Lalo Brito), inicialmente discordam desse plano, mas percebem que isso deixaria a Califórnia feliz. Agora o objetivo é reunir mãe e filha! Começa uma odisseia familiar incomum cheia de momentos divertidos, emocionantes e desafiadores, que culmina em uma inesquecível viagem pelo México com suas diferentes paisagens e sua cultura. Esta jornada não apenas deixará uma impressão duradoura em todos os envolvidos, mas você também crescerá com todos os desafios e levará consigo novos insights.
2ª Temporada
Um ano depois do reencontro entre Califórnia e sua mãe, Itzel, após a prisão de Riquezes e Gamboa, bem como a fuga de Patricio Sandoval, o julgamento dos criminosos se aproxima na Cidade do México. Depois de uma viagem pelo país para se reconectar e fortalecer a relação mãe-filha, Itzel e Califórnia seguem para a capital mexicana. Lá eles reencontram Morgan, Diego e Miguel, que viveram diversas experiências ao longo do ano, apresentando-se como “Los 3 Covertores” e mantendo viva a chama da banda. Embora os pais e Califórnia esperem que todos voltem a ficar juntos como antes, Itzel tem outros planos: ela quer levar a filha para morar em Oaxaca. Devastada com a ideia de se separar novamente de seus amados pais, Califórnia convence sua mãe a participa de uma turnê musical com Morgan, Diego e Miguel, na esperança de que ele mude de ideia e entenda que seu lugar é com eles na Cidade do México. Enquanto viajam para lugares mágicos e vivenciam aventuras inesperadas pelo México, Califórnia percebe que o plano não é tão fácil de executar. Ela deve confiar mais uma vez no forte vínculo que compartilha com seus pais para alcançar a família unida com que sempre sonhou.

## Elenco
| Intérprete                | Personagem         |
| ------------------------- | ------------------ |
| Jorge Blanco              | Miguel Rosales     |
| Michael Ronda             | Morgan             |
| Lalo Brito                | Diego              |
| Farah Justiniani          | Califórnia         |
| Fátima Molina             | Itzel              |
| Itatí Cantoral            | Maricarmen         |
| Karla Farfán              | Paulina            |
| Mauricio Isaac            | Pablo Sandoval     |
| Alfonso 'Poncho' Borbolla | Riquezes           |
| Daniel Haddad             | Gamboa             |
| Martín Castro             | Emilio             |
| Giovanna Reynaud          | Denisse            |
| Santiago Torres           | Neto               |
| Hernán Mendoza            | Gustavo            |
| Valérie Camarena Ibarra   | Califórnia (jovem) |

## Resumo
| Temporada | Temporada | Episódios | Episódios | Originalmente exibido |                       |
| --------- | --------- | --------- | --------- | --------------------- | --------------------- |
|           | 1         | 10        | 10        | 13 de julho de 2022   | 13 de julho de 2022   |
|           | 2         | 7         | 7         | 8 de novembro de 2023 | 8 de novembro de 2023 |

### 1ª. Temporada
| N.º na Série | N.º na Tempo. | Título (Tradução livre)    | Direção        | Escrito por:                             | Estreia             |
| ------------ | ------------- | -------------------------- | -------------- | ---------------------------------------- | ------------------- |
| 1            | 1             | "El regalo" (O presente)"  | Pato Safa      | Ana Sofía Clerici & Julio César Mármol O | 13 de julho de 2022 |
| 2            | 2             | "El rescate" (O resgate)"  | Javier Colinas | Ana Sofía Clerici & Julio César Mármol O | 13 de julho de 2022 |
| 3            | 3             | "El secreto" (O segredo)"  | Pato Safa      | Ana Sofía Clerici & Julio César Mármol O | 13 de julho de 2022 |
| 4            | 4             | "La culpa" (A culpa)"      | Javier Colinas | Ana Sofía Clerici & Julio César Mármol O | 13 de julho de 2022 |
| 5            | 5             | "El regreso" (O regresso)" | Pato Safa      | Ana Sofía Clerici & Julio César Mármol O | 13 de julho de 2022 |
| 6            | 6             | "La búsqueda" (A busca)"   | Pato Safa      | Ana Sofía Clerici & Julio César Mármol O | 13 de julho de 2022 |
| 7            | 7             | "El cambio" (A mudança)"   | Pato Safa      | Ana Sofía Clerici & Julio César Mármol O | 13 de julho de 2022 |
| 8            | 8             | "La llegada" (A chegada)"  | Javier Colinas | Ana Sofía Clerici & Julio César Mármol O | 13 de julho de 2022 |
| 9            | 9             | "El enemigo" (O inimigo)"  | Javier Colinas | Ana Sofía Clerici & Julio César Mármol O | 13 de julho de 2022 |
| 10           | 10            | "El destino" (O destino)"  | Javier Colinas | Ana Sofía Clerici & Julio César Mármol O | 13 de julho de 2022 |

### 2ª. Temporada
| N.º na Série | N.º na Tempo. | Título (Tradução livre)       | Direção        | Escrito por:                             | Estreia               |
| ------------ | ------------- | ----------------------------- | -------------- | ---------------------------------------- | --------------------- |
| 11           | 1             | "La vuelta" (A volta)"        | Pato Safa      | Ana Sofía Clerici & Julio César Mármol O | 8 de novembro de 2023 |
| 12           | 2             | "El nombre" (O nome)"         | Javier Colinas | Ana Sofía Clerici & Julio César Mármol O | 8 de novembro de 2023 |
| 13           | 3             | "Los amantes" (Os amantes)"   | Pato Safa      | Ana Sofía Clerici & Julio César Mármol O | 8 de novembro de 2023 |
| 14           | 4             | "La discordia" (A discórdia)" | Javier Colinas | Ana Sofía Clerici & Julio César Mármol O | 8 de novembro de 2023 |
| 15           | 5             | "El corazón" (O coração)"     | Pato Safa      | Ana Sofía Clerici & Julio César Mármol O | 8 de novembro de 2023 |
| 16           | 6             | "La verdad" (A verdade)"      | Pato Safa      | Ana Sofía Clerici & Julio César Mármol O | 8 de novembro de 2023 |
| 17           | 7             | "El hogar" (O lar)"           | Pato Safa      | Ana Sofía Clerici & Julio César Mármol O | 8 de novembro de 2023 |

## Prêmios e Indicações
| Ano  | Premiação                  | Categoria                                                       | Nomeados          | Resultado |
| ---- | -------------------------- | --------------------------------------------------------------- | ----------------- | --------- |
| 2022 | Produ Awards               | Melhor Série de Comédia Dramática                               | Papás por Encargo | Indicado  |
| 2022 | Produ Awards               | Melhor Promoção de Abertura / Cabeçalho / Identidade / Programa | Papás por Encargo | Indicado  |
| 2022 | Produ Awards               | Melhor Tema Musical de Série                                    | "Vivo"            | Indicado  |
| 2022 | Produ Awards               | Melhor Atriz / Recém-chegada                                    | Farah Justiniani  | Indicado  |
| 2022 | Produ Awards               | Melhor Ator Principal em Série de Comédia Dramática             | Lalo Brito        | Indicado  |
| 2023 | Kids' Choice Awards México | Ator Favorito                                                   | Michael Ronda     | Indicado  |